# Eduard Profittlich

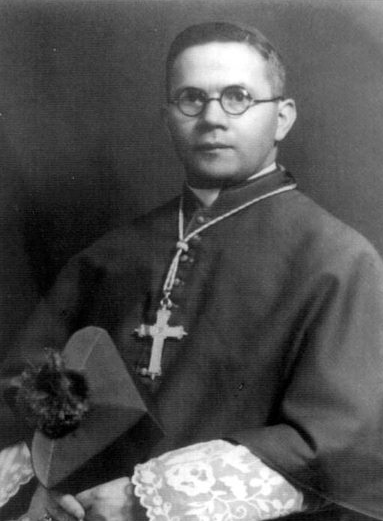
Erzbischof Eduard Profittlich SJ

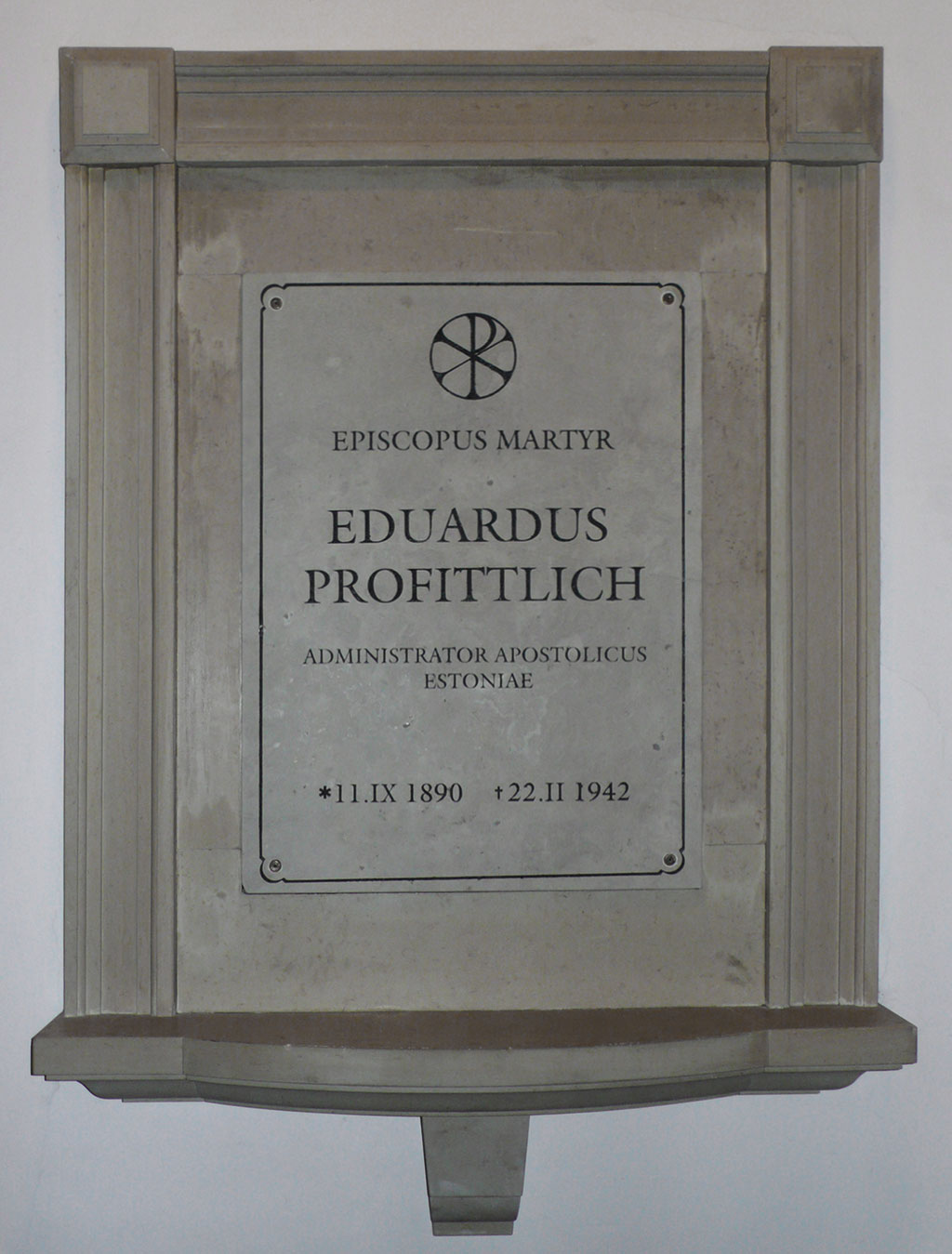
Gedenktafel in der St. Peter und Paul-Kirche Tallinn

Eduard Profittlich (* 11. September 1890 in Birresdorf, heute zu Grafschaft; † 22. Februar 1942 in Kirow im Stadtgefängnis Nr. 1) war ein deutscher Jesuit, Glaubenszeuge, Märtyrer, Apostolischer Administrator für Estland und Titularerzbischof.

## Leben

### Kindheit, Studium und erste Priesterjahre
Eduard Profittlich wurde als achtes von zehn Kindern des Ehepaares Dorothea, geborene Seiwert (1850–1913), und Markus Profittlich (1846–1920) in eine alteingesessene Bauernfamilie geboren. Nach Beendigung der Volksschule in Leimersdorf wurde er ab 1904 vom dortigen Pfarrer für die Quarta des Progymnasiums in Ahrweiler vorbereitet. Von dort wechselte er zu Ostern 1909 in die Obersekunda des Gymnasiums in Linz am Rhein, wo er im Jahr 1912 seine Reifeprüfung ablegte. Ebenso wie sein Bruder Peter (1878–1915), der als Missionar in Brasilien verstarb, wollte er mit dem Wunsch, Ordenspriester zu werden, in die Gesellschaft Jesu eintreten. Entsprechend dem Wunsch seiner Eltern, die glaubten, von ihm als Weltpriester in finanziellen Nöten ein wenig unterstützt werden zu können, trat er jedoch in das Trierer Priesterseminar ein, um von dort aus heimlich die Aufnahmeprüfungen für den Jesuitenorden abzulegen. Auf das wiederholte Drängen ihres Sohnes stimmten die Eltern schließlich doch seinem Wunsch zu, so dass Eduard Profittlich schließlich am 11. April 1913 in das Noviziat der Jesuiten in ’s-Heerenberg eintrat. Weil er schon einen Teil seiner theologischen Studien absolviert hatte und die Ordensoberen aufgrund des beginnenden Ersten Weltkrieges eine „Unterbrechung der gewöhnlichen Ordnung“ befürchteten, wurde er bereits am 20. September 1914 zur Hochschule der Jesuiten nach Valkenburg geschickt. Am 4. Januar 1916 empfing er schließlich im Hohen Dom zu Trier von Bischof Heinrich Döring SJ (1859–1951), Bischof von Poona, die Tonsur sowie die Weihe zum Subdiakon.
Nach einer militärischen Grundausbildung und seinem Kriegsdienst als Krankenpfleger und Operationsgehilfe im Lazarett Verviers nahm Eduard Profittlich nach Ende des Krieges wieder seine philosophischen und theologischen Studien in Valkenburg auf und wurde dort am 26. März 1922 vom Kölner Erzbischof Karl Joseph Kardinal Schulte (1871–1941) zum Diakon geweiht. Am 27. August 1922 empfing er durch Bischof Laurentius Schrijnen (1862–1932), Bischof von Roermond, die Priesterweihe. Am 30. August 1922 feierte er in seiner Heimatpfarrkirche St. Stephan zu Leimersdorf das erste feierliche Messopfer.
Nachdem Papst Pius XI. (1857–1939) im September 1922 das Päpstliche Orientalische Institut (Pontificio Istituto di Studi Orientali) dem Jesuitenorden anvertraut hatte, meldete sich der Neupriester Eduard Profittlich freiwillig für einen Einsatz in der Russlandmission und wurde deshalb zu weiteren vorbereitenden Studien nach Krakau geschickt, wo er im Juni 1923 zum Doktor der Philosophie sowie im Juli 1924 zum Doktor der Theologie promoviert wurde. Inzwischen hatte sich jedoch für den Heiligen Stuhl die Notwendigkeit ergeben, aus „Opportunitäts- und partiellen Gründen“ gegen den Kommunismus in der Sowjetunion einzuschreiten, was einen dortigen Einsatz von Eduard Profittlich unmöglich machte, so dass er nach seinem Terziat in Czechowice-Dziedzice (September 1924 bis Juni 1925) vom August 1925 bis zum März 1928 als Volksmissionar, Exerzitienmeister und Prediger in Oppeln eingesetzt wurde. Dort erfuhr er schließlich am 9. März 1928 von seiner Berufung nach Hamburg, wo er Kaplan an St. Ansgar (Kleiner Michel) mit der besonderen Aufgabe der Polenseelsorge wurde. In der Hamburger Niederlassung der Gesellschaft Jesu legte er dann auch am 2. Februar 1930 die ewige Profess ab. Nicht zuletzt aufgrund seiner intensiven Arbeit und seines Einsatzes für die Menschen, weswegen ihm in Hamburg wie auch vorher in Oppeln eine besondere Wertschätzung entgegengebracht worden war, vor allem aber wohl aufgrund seiner Erfahrungen in der Polenseelsorge (fast alle Gemeindemitglieder in Estland waren polnischer Herkunft), wurde Eduard Profittlich am 4. Dezember 1930 vom damaligen Apostolischen Administrator für Estland, Erzbischof Antonino Zecchini SJ (1864–1935), als Pfarrer an die Pfarrei St. Peter und Paul nach Tallinn (Reval) berufen.

### Pfarrer, Apostolischer Administrator und Erzbischof in Estland
Die katholische Kirche Estlands, in der Folge der Reformation nahezu vollständig liquidiert, gehörte seit dem 15. April 1783 mit ihren beiden kleinen Gemeinden in Tallinn und Tartu (Dorpat) zur Erzdiözese Minsk-Mahiljou, bevor sie am 22. September 1918 in die neugegründete Diözese Riga eingegliedert wurde. Im Jahr 1921 entsandte Papst Benedikt XV. (1851–1922) mit dem späteren Erzbischof Antonino Zecchini SJ einen Apostolischen Visitator für die Gemeinden in Estland, der dann am 25. Oktober 1922 von Papst Pius XI. zum Apostolischen Delegaten für die drei baltischen Staaten und mit der Errichtung der Apostolischen Administratur für Estland im November 1924 schließlich zum ersten Apostolischen Administrator mit Sitz in Riga ernannt wurde.
Auch mit dem Hintergrund der verstärkten Bemühungen des Heiligen Stuhls um die Orthodoxie in den Ländern, wo sich die katholische und orthodoxe Kirche räumlich begegneten, wurde Estland am 11. Mai 1931 kirchenrechtlich als „besondere Apostolische Administratur“ der Commissio Pro Russia unterstellt und Eduard Profittlich zum neuen Apostolischen Administrator ad nutum Sanctae Sedis ernannt. Auch wenn die Seelsorge durch die geringe Anzahl der Katholiken, ihre Vielsprachigkeit und ihre Zerstreuung über das ganze Land ungemein erschwert war, entwickelte sich mit dem neuen kirchenrechtlichen Status ein ereignisreicher und fruchtbarer Aufbau der katholischen Kirche in Estland. Recht schnell begann sich auch die allgemeine Öffentlichkeit für die Arbeit von Eduard Profittlich zu interessieren, seine Predigten wurden auch von Andersgläubigen gerne besucht und das katholische Monatsblatt Kiriku Elu (dt. „Leben der Kirche“), das er schon bald herausgab, wurde vor allem von der estnischen Intelligenz gerne gelesen. Recht schnell entstanden weitere Pfarreien in Narva, Pärnu, Rakvere, Petseri, Valga und Kiviõli, wobei vor allem die Anzahl der estnischen Katholiken wuchs. So wirkten in Estland im Jahr 1934 bereits zehn katholische Priester, dazu kamen polnische und tschechische Ordensschwestern, die verschiedene Kindergärten und die Administratur sowie später auch die Nuntiatur in Tallinn betreuten. Einen besonderen Schwerpunkt sah Eduard Profittlich in der religiösen Erziehung der Jugend, wobei er für regelmäßige Religionsstunden sorgte, die er in fünf Sprachen in vier verschiedenen Schulen erteilte. Außerdem machte er einen ersten Versuch mit einem Kinderheim, in welchem unter der Leitung von Ordensschwestern vier Mädchen und sechs Knaben auf Kosten der Pfarrei erzogen wurden. Später strukturierte er dann das Kinderheim vollständig um und eröffnete mit Rücksicht auf die Notwendigkeit der Herausbildung eines einheimischen Klerus ein Knabenkonvikt für fünfzehn Personen, wobei die Führung des Hauses so große Anerkennung fand, dass auch nichtkatholische Eltern um die Erziehung ihrer Kinder baten. Über diese Zeit sprach Eduard Profittlich später als „schwierigsten Teil im Weinberg des Herrn“, wobei er seine Arbeit aber auch „als hoffnungsvoller für Christi Reich als anderswo“ bezeichnete.
Neben seiner umfassenden pastoralen Tätigkeit bemühte sich Eduard Profittlich zu dieser Zeit in langwierigen Verhandlungen auch um die rechtliche Absicherung der katholischen Gemeinden, was am 6. Mai 1932 zur Anerkennung eines Diözesanverbandes Eestis führte. Am 28. September 1933 honorierte Papst Pius XI. dieses vielfältige Engagement von Eduard Profittlich um den schwierigen Aufbau der katholischen Kirche in Estland und ernannte ihn während einer Privataudienz zum Apostolischen Protonotar. Neben dem weiterhin stetig steigenden Interesse der estnischen Bevölkerung an der katholischen Kirche entwickelten sich in der Folgezeit aufgrund mehrerer Initiativen Eduard Profittlich auch die diplomatischen Beziehungen zwischen dem Heiligen Stuhl und der Republik Estland äußerst positiv, wobei in diesem Zusammenhang vor allem seine Bemühungen um den Abschluss eines Konkordates hervorzuheben sind. Nachdem der Heilige Stuhl schließlich am 12. Juli 1935 eine Apostolische Nuntiatur in Tallinn errichtet hatte, „entsprach es der nunmehrigen Lage, als oberste Vertretung der katholischen Kirche in Estland ebenfalls einen Bischof zu ernennen.“ So wurde am 27. November 1936 der Status der Apostolischen Administratur bestätigt und Eduard Profittlich zum Titularerzbischof von Hadrianopolis in Haemimonto ernannt. Seine Bischofsweihe erfolgte am 27. Dezember 1936 in der Pfarrkirche St. Peter und Paul in Tallinn durch Erzbischof Antonino Arata, den Apostolischen Nuntius in Estland und Lettland. Mitkonsekratoren waren Bischof Jāzeps Rancāns, Weihbischof in Riga, und Bischof Gulielmus Cobben SCJ, Apostolischer Vikar für Finnland.

### Verfolgung und Verurteilung
Durch die erzwungene Eingliederung Estlands in die Union der Sozialistischen Sowjetrepubliken am 17. Juni 1940 erlangten auch die sowjetischen Religionsgesetze Geltung, die mit administrativen Zwangsmaßnahmen durchgesetzt wurden. Profittlich schrieb in diesem Zusammenhang am 25. und 31. Oktober 1940 nach Rom und schilderte die Situation seiner Kirche, nachdem alle in Estland lebenden Deutschen in das Gebiet des „Großdeutschen Reiches“ zurückkehren mussten, wobei er selbst damit rechnete, dass die Regierung der UdSSR in Zukunft nicht mehr als drei Priestern die Ausübung ihres Amtes erlauben würde. Zu dieser Zeit wurde Profittlich, der seit dem 20. April 1935 auch die estnische Staatsbürgerschaft besaß, von der Deutschen Gesandtschaft in Tallinn gedrängt, sich für die Rückkehr nach Deutschland zu entscheiden. Als Grund dafür machte man vor allem geltend, dass die sowjetische Zentralregierung schwerlich die Anwesenheit eines deutschstämmigen Bischofs in einem militärisch so wichtigen Gebiet dulden würde und ihm die Deportation ins Landesinnere oder nach Sibirien so gut wie sicher sei. Eduard Profittlich war jedoch nicht bereit, sich diesem Druck zu beugen, stattdessen schrieb er: „Mit innerlich vollständig ruhigem und bereitem Herzen würde ich mich gerne für das Reich Gottes hier im Lande opfern und bin bereit, alles zu tun, was sich unter den veränderten Verhältnissen für das Reich Gottes arbeiten und leiden läßt.“ Dabei wollte er jedoch nicht nach „eigenem Gutdünken handeln, sondern im Gehorsam gegen den Heiligen Vater, weil wir dann auch das Bewußtsein haben könnten, den Segen dieses Gehorsams zu haben.“ Daraufhin telegraphierte Kardinalstaatssekretär Luigi Maglione (1877–1944) aus Rom, „daß der Heilige Vater Pius XII. (1876–1958) dem Administrator in Estland volle Entscheidungsfreiheit darüber belasse, was er ‚im Herrn‘ für das beste halte.“ Diese Aussage brachte Eduard Profittlich Klarheit und Sicherheit. Am 10. Februar 1941 schrieb er nach Rom: „Da ich aus dem Telegramm den Wunsch des Hl. Vaters erkannte, daß ich hier bleiben solle, habe ich mich nun endgültig entschlossen, nicht nach Deutschland zurückzukehren. Ich tue das mit großer Bereitwilligkeit, ja ich kann wohl sagen, mit großer Freude. Wenn ich auch in keiner Weise voraussagen kann, wie nun mein Lebensweg verlaufen wird, welche Opfer noch auf mich warten, so gehe ich diesen Weg mit großem Vertrauen auf Gott, fest überzeugt, daß, wenn Gott mit mir gehen wird, ich nie allein sein werde.“
Während der Papst am 12. März 1941 noch einen Ermutigungsbrief an Eduard Profittlich schickte, entwickelte sich in Estland die Verfolgung zur Terrorkampagne, in deren Folge mehr als 60.000 Menschen verhaftet, deportiert, gefoltert und ermordet wurden. Angesichts der Repressionen auch gegen die katholische Kirche wurde Profittlich zur Flucht auf das Land gedrängt, der Erzbischof wollte jedoch noch das Patronatsfest seiner Pfarr- und Bischofskirche feiern und sich erst dann in Sicherheit bringen. Da kam es am 27. Juni 1941 gegen 2:00 Uhr morgens zu einer mehrstündigen Hausdurchsuchung durch acht NKWD-Beamte, in dessen Verlauf mehrere persönliche Gegenstände des Bischofs, seine allgemeine und dienstliche Korrespondenz sowie die Pfarrkartothek beschlagnahmt wurden. Schließlich wurde Profittlich mit dem Vorwurf der Spionage für Deutschland und des Verkehrs mit der deutschen Gesandtschaft zur Zeit der Umsiedlung konfrontiert und zum Mitgehen aufgefordert. Profittlich, der längst auf diese Situation gefasst war, begleitete die Beamten mit der größten Seelenruhe, bat aber darum, noch einmal in die Kirche gehen zu dürfen, wo er sich zunächst am Altar zum Gebet niederwarf, bevor er sich an die ihn begleitenden Ordensschwestern wandte, um sie zu segnen. Wohl mit einer Vorahnung über sein weiteres Schicksal hatte er sich zuvor in einem ergreifenden Brief, der erst nach Jahren über viele Umwege in Deutschland eintraf, von seinen Geschwistern und Verwandten verabschiedet: „Ich hätte es jedem sagen mögen, wie gut doch Gott gegen uns ist, wenn wir uns ihm ganz hingeben, wie glücklich man doch werden kann, wenn man bereit ist, alles Freiheit und Leben für Christus dahin zu geben. Ich weiß, Gott wird mit mir sein. Und dann wird schon alles gut sein. Und mein Leben und wenn es sein soll mein Sterben, wird ein Leben und Sterben für Christus sein. Und das ist so überaus schön.“

### Episcopus martyr
Vom Tag seiner Verhaftung an herrschte fast fünfzig Jahre Ungewissheit über das weitere Schicksal von Eduard Profittlich. Zunächst vermutete man ihn in Ufa, später in Kasan, niemals hatte man jedoch ein konkretes Lebenszeichen oder nähere Angaben zu seiner Person erhalten. Selbst die Nachfragen seiner Familienangehörigen blieben bis zum Anfang der 90er Jahre ergebnislos. Erst im Zusammenhang mit der Proklamation der erneuten Unabhängigkeit Estlands am 30. März 1990 teilte das Oberste Gericht Estlands der katholischen Kirchengemeinde in Tallinn am 12. Juni 1990 mit, dass der am 21. November 1941 zum Tode verurteilte und am 22. Februar 1942 am Ort seiner Gefangenschaft Kirow verstorbene Eduard Profittlich vollständig rehabilitiert sei. In diesem Zusammenhang wurde die Erlaubnis erteilt, den öffentlichen Teil der Verhörprotokolle, Zeugenaussagen und Gerichtsdokumente einzusehen, so dass die letzten Lebensmonate des Erzbischofs rekonstruiert werden können.
Nach mehrstündigen, größtenteils nächtlichen Verhören am 2., 21. und 22. August sowie am 29. September und 2. Oktober 1941 wurde am 14. Oktober 1941 in Kirow die Anklage gegen Eduard Profittlich erstellt, mit der er beschuldigt wurde, bei seinen Gottesdiensten „antisowjetische Agitation“ betrieben, dabei „die religiösen Gefühle der Massen“ ausgenutzt und „Haß gegen die Sowjetmacht und die Kommunistische Partei“ gezüchtet zu haben. Außerdem wurde ihm die „Verbreitung von Defaitismus“, die „falsche Berichterstattung von schnellen Siegen der Deutschen und Schlappen der UdSSR im Verlauf des Zweiten Weltkrieges“ sowie die „Mithilfe bei der Ausreise katholischen Kirchenpersonals“ vorgeworfen. Aufgrund mehrerer Besuche von Eduard Profittlich zu verschiedenen Anlässen in der Deutschen Gesandtschaft beruhte schließlich ein wesentlicher Punkt der Anklage auch auf dem Vorwurf der Spionage. Nach weiteren Verhören und der Gegenüberstellung von einem Mithäftling, der über angebliche „antisowjetische Gespräche“ berichtete, wollte der zuständige Untersuchungsrichter am 17. Oktober 1941 die Kriminalverfolgung gegen Eduard Profittlich einstellen, „weil keine Schuld vorliegt.“ Am 25. Oktober 1941 wurden vom NKWD alle genannten Vorwürfe jedoch noch einmal zusammengefasst und an das Gericht in Kirow übergeben. In einer weiteren Vernehmung am 21. November 1941 erklärte Eduard Profittlich dazu: „Als die Sowjetmacht in Estland eingeführt wurde, habe ich mich nicht freundlich dazu verhalten, denn als Geistlicher wußte ich, daß die Sowjetmacht gegen die Religion ist und daß es da keine Rede- und Religionsfreiheit gibt [...]. Während meiner Predigten habe ich dazu aufgerufen, nicht auf die Gottesleugner zu hören, sondern an die Kirche zu denken und für diejenigen zu beten, die religiös verfolgt werden. Ich finde nicht, daß das Propaganda ist, das ist die Wahrheit!“ Das Gericht übernahm daraufhin alle Punkte der Anklage und verurteilte Eduard Profittlich „wegen verbotener Mithilfe bei der Ausreise von katholischem Kirchenpersonal“ zu fünf Jahren Freiheitsverlust in einem Straf- und Arbeitslager des NKWD sowie „wegen kontrarevolutionärer Tätigkeit und Agitation in der Kirche“ zum Tode durch Erschießen ohne Konfiszierung des Eigentums. Obwohl das Urteil als „endgültig“ galt, wurde eine Beschwerde „innerhalb von 72 Stunden beim Obersten Gerichtshof“ zugelassen, welche Eduard Profittlich am 23. November 1941 einreichte. Darin versicherte er „bei allem, was Ihnen und mir heilig ist,“ dass „subjektiv und objektiv alles von mir gesagte weder Propaganda, noch eine kontrarevolutionäre Agitation war und ich nie etwas sagen oder tun wollte, was der Sowjetunion schaden könnte.“ Weil er sich nicht schuldig sah, die gegen ihn gemachte Aussage seines Mithäftlings als „sehr undeutlich und unsicher“ bewertete sowie „die Tatsachen [behördlich] anders interpretiert“ einschätzte, bat Eduard Profittlich schließlich um Vergebung sowie eine „mildere Strafe“, bevor er abschließend seinen Verfolgern und Peinigern verzieh.
Mit dieser in estnischer Sprache abgefassten Berufung und der Bestätigung, dass Eduard Profittlich das Urteil erhalten hatte, endete der „öffentliche“ Teil der Unterlagen. Erstmals am 4. September 1998 war auch ein Einblick in den bisherigen „geheimen“ Anhang möglich. Daraus ging hervor, dass die Berufung von Eduard Profittlich vom Obersten Gericht der Sowjetunion am 16. Januar 1942 abgelehnt wurde. Weitere Unterlagen, die möglicherweise den Erhalt dieser Entscheidung durch Eduard Profittlich selbst oder ein weiteres Vorgehen in Kirow belegen könnten, waren nicht vorhanden, wohl aber ein nicht näher adressiertes, jedoch als „streng geheim“ bezeichnetes Schreiben, mit welchem am 24. April 1942 die Entscheidung des Obersten Gerichts auch auf der Ebene der sowjetischen Konföderation bestätigt wurde. Eduard Profittlich hatte zu diesem Zeitpunkt bereits nicht mehr gelebt; ohne weiter zu versuchen, den Leiden und Schmerzen der Verfolgung zu entgehen, starb er völlig entkräftet, doch bewusst und bereitwillig, am 22. Februar 1942.
In einem letzten Brief bat Eduard Profittlich um das Gebet seiner Gemeinde, „damit Gott mir seine Gnade auch in Zukunft nicht versage, damit ich in allem, was da kommen mag, meinem hohen, heiligen Beruf und meiner Aufgabe treu bleibe und für Christus und sein Reich meine ganze Lebenskraft und wenn es sein heiliger Wille ist, auch mein Leben hingeben darf.“ Und er fügte hinzu: „Das wäre wohl der schönste Abschluß meines Lebens.“ Für Eduard Profittlich drückte sich hierin eine beständige Haltung aus, die gerade auch in den kritischen Momenten seines Lebens ungebrochen geblieben ist. So wurde es dann auch zu seinem besonderen Schicksal, dass für ihn, als dem auch heute in Estland noch so sehr verehrten ersten Bischof nach der Reformation, nicht nur seine beeindruckende pastorale Tätigkeit mit allen Hoffnungen, Versuchen und Erfolgen steht, seinen Schwestern und Brüdern den katholischen Glauben in ihrer Sprache und gemäß ihrer eigenen Kultur zu vermitteln, sondern den schmerzlichen Weg des estnischen Volkes bis zu seinem eigenen Lebensopfer geteilt zu haben. Dieses Leiden war für Eduard Profittlich nicht nur ein physisches Unvermögen oder eine moralische Erschütterung, sondern die Entfaltung der Berufung zur Einheit mit Christus, zum Gehen des Kreuzweges. In diesem Sinne gehört er in die Reihe der Märtyrer, wusste er doch, dass sein Tod nicht ein Tod der Niederlage, sondern ein Tod des wahren Sieges ist. Das ist eine der geheimnisvollen Wirklichkeiten des Christentums, die hier in einem konkreten Menschenleben erfahrbar wird. So hat ihn dann auch Papst Johannes Paul II. am 7. Mai 2000 bei der Gedächtnisfeier für die Zeugen des Glaubens im 20. Jahrhundert als „leuchtendes Beispiel“ und „wertvolles Erbe“ bezeichnet, der „uns alle als Glaubende unterstützen möge, damit wir ebenso mutig unsere Liebe zu Christus ausdrücken.“
Die katholische Kirche hat Eduard Profittlich als Glaubenszeugen in das deutsche Martyrologium des 20. Jahrhunderts aufgenommen.

## Seligsprechungsprozess
Die Bischofskonferenz der Russischen Föderation leitete am 30. Januar 2002 das Seligsprechungsverfahren für Erzbischof Eduard Profittlich (und weitere 15 Laien, Priester und Bischöfe) ein. Nachdem die Kongregation für die Selig- und Heiligsprechungsprozesse unter dem Titel „Causa Beatificationis seu Declarationis Martyrii Servorum Dei Eduardi Profittlich Archiepiscopi titularis Hadrianopolitani in Haemimonto Administratoris Apostolici Estoniensis, ex Societate Iesu et XV Sociorum“ das „nihil obstat“ erteilt hatte, wurde am 31. Mai 2003 in Sankt Petersburg feierlich der Seligsprechungsprozess eröffnet. Zum Postulator wurde Prälat Bronislaw Czaplicki (Kattowitz / St. Petersburg) bestellt, zum Vizepostulator Lambert Klinke (Gießen).
Das Seligsprechungsverfahren wurde 2014 durch eine Verfügung des Heiligen Stuhls an die Apostolische Administratur in Estland übertragen. Der Apostolische Administrator Bischof Philippe Jean-Charles Jourdan begann 2017 den diözesanen Teil des Verfahrens, welcher bis 2019 lief. Anschließend wurden die Ergebnisse des Diözesanprozesses an die Kongregation übergeben. Seither wurde der Prozess in Rom fortgesetzt, in dessen Verlauf Papst Franziskus am 18. Dezember 2024 Profittlichs Tod als Martyrium anerkannte und damit die letzte Voraussetzung für die Seligsprechung erfüllte. Die für den 17. Mai 2025 vorgesehene Seligsprechung bei einem Gottesdienst auf dem Raekoja plats (Rathausplatz) in Tallinn wurde infolge des Todes von Papst Franziskus verschoben. Sie soll nun durch Christoph Kardinal Schönborn, den emeritierten Erzbischof von Wien als Delegat von Papst Leo XIV., am 6. September 2025 auf dem Freiheitsplatz (Vabaduse väljak) der estnischen Hauptstadt stattfinden.